# Quetzalia occidentalis
Quetzalia occidentalis là một loài thực vật có hoa trong họ Dây gối. Loài này được (Loes. ex Donn.Sm.) Lundell miêu tả khoa học đầu tiên năm 1970.